# Élections européennes de 2019 à Chypre
Les élections européennes de 2019 à Chypre sont les élections des députés de la neuvième législature du Parlement européen, qui se déroulent du 23 mai au 26 mai 2019 dans tous les États membres de l'Union européenne, dont Chypre où elles auront lieu le 26 mai 2019 pour pourvoir les 6 sièges alloués au pays.

## Mode de scrutin
Les six eurodéputés chypriotes sont élus au scrutin proportionnel plurinominal par vote préférentiel. Chaque partie se voit ensuite attribuer un nombre de sièges calculé selon la méthode du plus fort reste, les sièges étant ensuite attribués aux candidats de ce parti ayant obtenu le plus de voix.

## Contexte
Au niveau européen, le scrutin intervient dans un contexte inédit. La mandature 2014-2019 a en effet vu intervenir plusieurs événements susceptibles d'influer durablement sur la situation politique européenne, comme le référendum sur l'appartenance du Royaume-Uni à l'Union européenne en 2016, l'arrivée ou la reconduction au pouvoir dans plusieurs pays de gouvernements eurosceptiques et populistes (en Hongrie en 2014, en Pologne en 2015, en Autriche en 2017 et en Italie en 2018) et l'adoption de l'Accord de Paris sur le climat en 2015. Les élections interviennent alors que la Commission européenne est présidée depuis 15 ans par le Parti populaire européen (PPE) ; la Commission sortante, présidée par Jean-Claude Juncker, rassemble des membres du PPE, de l'Alliance des libéraux et des démocrates pour l'Europe et du Parti socialiste européen.
À Chypre, les élections prennent place plus d'un an après l'élection présidentielle qui avait vu la réélection du conservateur Níkos Anastasiádis, désormais à la tête d'un gouvernement minoritaire.

## Campagne

### Partis et candidats
En 2016, l'eurodéputée Eléni Theochárous quitte le Rassemblement démocrate pour fonder son propre parti, le Mouvement solidarité.
| Parti politique | Parti politique                             | Positionnement et idéologie                                                      | Score en 2014 | Tête de liste | Députés sortants | Députés sortants                          |
| Parti politique | Parti politique                             | Positionnement et idéologie                                                      | Score en 2014 | Tête de liste | Nombre           | Groupe politique                          |
| --------------- | ------------------------------------------- | -------------------------------------------------------------------------------- | ------------- | ------------- | ---------------- | ----------------------------------------- |
|                 | Parti progressiste des travailleurs AKEL    | Gauche à gauche radicale Communisme, marxisme-léninisme, réunification de Chypre | 26,98 %       |               | 2 / 6            | GUE/NGL                                   |
|                 | Rassemblement démocrate DISY                | Centre droit Conservatisme social, démocratie chrétienne                         | 37,75 %       |               | 1 / 6            | PPE                                       |
|                 | Parti démocrate (DIKO) Mouvement solidarité | Centre Conservatisme social, nationalisme                                        | 10,83 %       |               | 2 / 6            | S&D (1 ; DIKO) CRE (1 ; Mouv. solidarité) |
|                 | Mouvement pour la démocratie sociale EDEK   | Centre gauche Social-démocratie, nationalisme de gauche, sécularisme             | 7,68 %        |               | 1 / 6            | S&D                                       |
|                 | Front populaire national ELAM               | Extrême droite Ultranationalisme, nationalisme grec, euroscepticisme             | 2,69 %        |               | 0 / 6            |                                           |

### Sondages
| Sondeur           | Date            | AKEL    | EDEK   | SYPOL KOSP | DIKO    | DISY    | ELAM   | Autres |
| ----------------- | --------------- | ------- | ------ | ---------- | ------- | ------- | ------ | ------ |
| Sondeur           | Date            |         |        |            |         |         |        |        |
| Cmrc CYMAR        | 17 avril 2019   | 26,0 %  | 7,0 %  | 4,0 %      | 16,0 %  | 30,0 %  | 9,0 %  | 8,0 %  |
| Cmrc Cypronetwork | 14 avril 2019   | 22,8 %  | 6,5 %  | 4,9 %      | 14,6 %  | 30,1 %  | 6,5 %  | 14,6 % |
| Prime Consulting  | 12 avril 2019   | 23,3 %  | 7,6 %  | 3,9 %      | 13,5 %  | 28,0 %  | 8,4 %  | 15,3 % |
| Symmetron         | 12 avril 2019   | 25,4 %  | 6,7 %  | 5,3 %      | 14,9 %  | 33,1 %  | 9,2 %  | 5,4 %  |
| IMR               | 4 avril 2019    | 25,4 %  | 6,8 %  | 3,3 %      | 13,6 %  | 35,6 %  | 8,5 %  | 6,8 %  |
| Prime Consulting  | 15 mars 2019    | 25,7 %  | 7,3 %  | 3,7 %      | 14,7 %  | 33,0 %  | 8,3 %  | 7,3 %  |
| Pulse             | 29 janvier 2019 | 25,5 %  | 6,4 %  | 2,1 %      | 12,8 %  | 36,2 %  | 10,6 % | 6,4 %  |
| Élections de 2014 | 24 mai 2014     | 26,98 % | 7,68 % | 6,78 %     | 10,83 % | 37,75 % | 2,69 % | 7,30 % |

## Résultats
| Parti ou coalition       | Parti ou coalition                                        | Voix    | %     | +/-  | Sièges | +/-           | Groupe  |
| ------------------------ | --------------------------------------------------------- | ------- | ----- | ---- | ------ | ------------- | ------- |
|                          | Rassemblement démocrate (DISY)                            | 81 539  | 29,02 | 8,73 | 2      | 1             | PPE     |
|                          | Parti progressiste des travailleurs (AKEL)                | 77 241  | 27,49 | 0,51 | 2      | en stagnation | GUE/NGL |
|                          | Parti démocrate (DIKO) - Mouvement solidarité             | 38 756  | 13,80 | 2,97 | 1      | 1             | S&D     |
|                          | Mouvement pour la démocratie sociale (EDEK)               | 29 715  | 10,58 | 2,9  | 1      | en stagnation | S&D     |
|                          | Front populaire national (ELAM)                           | 23 167  | 8,25  | 5,56 | 0      | en stagnation |         |
|                          | Front démocratique                                        | 10 673  | 3,80  | Nv.  | 0      | Nv.           |         |
|                          | Alliance des citoyens - Mouvement écologiste (SYPOL-KOSP) | 9 232   | 3,29  | Nv.  | 0      | Nv.           |         |
|                          | Alliance - Écologistes                                    | 9 232   | 3,29  | Nv.  | 0      | Nv.           |         |
|                          | Mouvement Jasmin                                          | 4 786   | 1,70  | Nv.  | 0      | Nv.           |         |
|                          | Parti animaliste de Chypre                                | 2 208   | 0,79  | 0,09 | 0      | en stagnation |         |
|                          | Michalis Paraskevas (en)                                  | 1 305   | 0,46  | Nv.  | 0      | Nv.           |         |
|                          | Mouvement patriotique                                     | 607     | 0,22  | Nv.  | 0      | Nv.           |         |
|                          | Mouvement national de libération                          | 569     | 0,20  | Nv.  | 0      | Nv.           |         |
|                          | Union des combattants pour la justice                     | 457     | 0,16  | Nv.  | 0      | Nv.           |         |
|                          | Charis Aristidou                                          | 276     | 0,10  | Nv.  | 0      | Nv.           |         |
|                          | Chrysanthos Mardapittas                                   | 234     | 0,08  | Nv.  | 0      | Nv.           |         |
|                          | Parti socialiste chypriote turc                           | 170     | 0,06  | Nv.  | 0      | Nv.           |         |
|                          |                                                           |         |       |      |        |               |         |
| Votes valides            | Votes valides                                             | 280 935 | 97,38 |      |        |               |         |
| Votes nuls               | Votes nuls                                                | 5 510   | 1,91  |      |        |               |         |
| Votes blancs             | Votes blancs                                              | 2 038   | 0,71  |      |        |               |         |
| Total                    | Total                                                     | 288 483 | 100   | -    | 6      | en stagnation | -       |
| Abstentions              | Abstentions                                               | 352 698 | 44,99 |      |        |               |         |
| Inscrits / Participation | Inscrits / Participation                                  | 614 181 | 55,01 |      |        |               |         |